# Eragrostis gummiflua
Eragrostis gummiflua är en gräsart som beskrevs av Christian Gottfried Daniel Nees von Esenbeck. Eragrostis gummiflua ingår i släktet kärleksgrässläktet, och familjen gräs. Inga underarter finns listade i Catalogue of Life.